# Bucklandiella elliptica
Bucklandiella elliptica là một loài Rêu trong họ Grimmiaceae. Loài này được (Turner) Bednarek-Ochyra & Ochyra mô tả khoa học đầu tiên năm 2003.